# ディーズファッション専門学校
ディーズファッション専門学校（ディーズファッションせんもんがっこう）は、京都府京都市下京区にあった専修学校。J.フロント リテイリング傘下の学校法人大丸クリエーターズアカデミーが運営していた。2017年度入学生を最後に学生募集を停止し、在校生の卒業にあわせて学校運営を終了した。
近年の制作発表展は、D'S EXHIBITIONの名で京都市勧業館や創立の場所でもある大丸京都店6階のイベントホールなどで行われていた。

## 沿革
- 1949年 6月、洋裁教育を広めるため、大丸ドレスメーカー女学院を大丸京都店6階に開校（学校創立）[3]。年末、下京区堺町通に移転[4]。
- 1950年 校舎を現在地に移転。
- 1951年 京都で初のステージを使ったファッションショーを開催。
- 1954年 大丸創業者・下村家別荘の大丸ヴィラでファッションショーを開催[5]。
- 1958年 学校法人大丸ドレメ学園 大丸ドレスメーカー女学院と改称し、学校法人となる。
- 1970年 礒村春学院長がニューヨーク・ファッション工科大学で立体裁断を学び、既製服の技術教育を導入。
- 1980年 学校法の改正により、専門学校に昇格。大丸ドレスメーカー専門学校と改称。
- 1991年 学校法人大丸クリエーターズアカデミー ディーズファッション専門学校と改称。男女共学制をスタートし[1]、ファッションビジネス科を開設。
- 1992年 別館及び礒村春記念ディーズギャラリー完成。スペースディスプレイ科を開設。コンピューター教育本格導入。
- 1997年 インターネット活用による情報教育を導入。公式ウェブサイト開設。
- 2007年 大丸と松坂屋が経営統合しJ.フロント リテイリング設立。
- 2008年 アパレルCADシステムを増強、新時代のパタンナー育成を本格化。
- 2010年 株式会社大丸と株式会社松坂屋とが合併し、株式会社大丸松坂屋百貨店となる。
- 2012年 スペースディスプレイ科をファッションディスプレイ科に改称。
- 2014年 YouTubeに公式動画チャンネルを開設。
- 2018年 学生募集停止。
- 2020年 閉校。

## 歴代校長
- 1949年 - 1984年 礒村春 - ドレスメーカー女学院から校長兼大丸京都店顧問デザイナーとして招聘された[5]。元大丸社長の里見純吉が招いたとされる[6]。
- 1985年 - 1988年 室谷孝子
- 1989年 - 1997年 井田満寿子
- 1998年 - 2009年 西田喜代子
- 2010年 - 2013年 龍野誠一郎
- 2013年 - 大橋治子

## 学科
1949年の開校当初は、1年目が本科、2年目が師範科の2年制だった。学生募集停止時の学科は次の通り。
- ファッションクリエイティブ学科
  - デザイナーコース（3年制）
  - テキスタイルコース（3年制）
  - パタンナーコース（3年制）
  - オートクチュール・コスチュームコース（3年制）
  - 服飾基礎コース（2年制）
- ファッションビジネス学科
  - ショップマスター・バイヤーコース（2年制）
  - ファッションアドバイザー・スタイリストコース（2年制）
- ファッションザッカプロデュース学科（2年制）

## 出身者
- 岩岸 仁行
- 山口 大人
- 公文代 時明